# Irun
Irun (španělsky Irún; baskicky a oficiálně Irun) je druhé největší město provincie Gipuzkoa v autonomním společenství Baskicko na severu Španělska. Žije zde přibližně 64 tisíc obyvatel. Město leží na břehu Biskajského zálivu přímo při hranici s Francií: za hraniční řekou Bidasoa již leží město Hendaye.
Město bylo založeno roku 1776 a téměř zničeno během Španělské občanské války. Spíše průmyslový Irun je zastiňován nedalekým známým a oblíbeným městem San Sebastián. Je zde důležité nádraží na trase Paříž – Madrid; stýká se zde trať běžného evropského rozchodu se španělskou širokorozchodnou tratí.

## Zajímavosti
- Svatojakubská cesta do Santiaga de Compostela, respektive její Severní trasa (španělsky Camino del Norte) zde má své východiště, pokud poutníci nejdou přes Pyreneje již z Francie, v tom případě vycházejí z francouzského města Saint Jean.
- V roce 1958 zde Emil Zátopek vyhrál svůj poslední závod (běželo se na 12,5 km).[2]